# Micromelum hirsutum
Micromelum hirsutum är en vinruteväxtart som beskrevs av Oliver. Micromelum hirsutum ingår i släktet Micromelum och familjen vinruteväxter. Inga underarter finns listade i Catalogue of Life.